# Scorpaena angolensis
Scorpaena angolensis behoort tot het geslacht Scorpaena van de familie van schorpioenvissen. Deze soort komt voor in het oosten van de Atlantische Oceaan van Mauritanië tot Angola op diepten tot 20 tot 311 meter meter op zanderige en modderige bodems. Zijn lengte bedraagt zo'n 25 cm.